# Astrophotographie

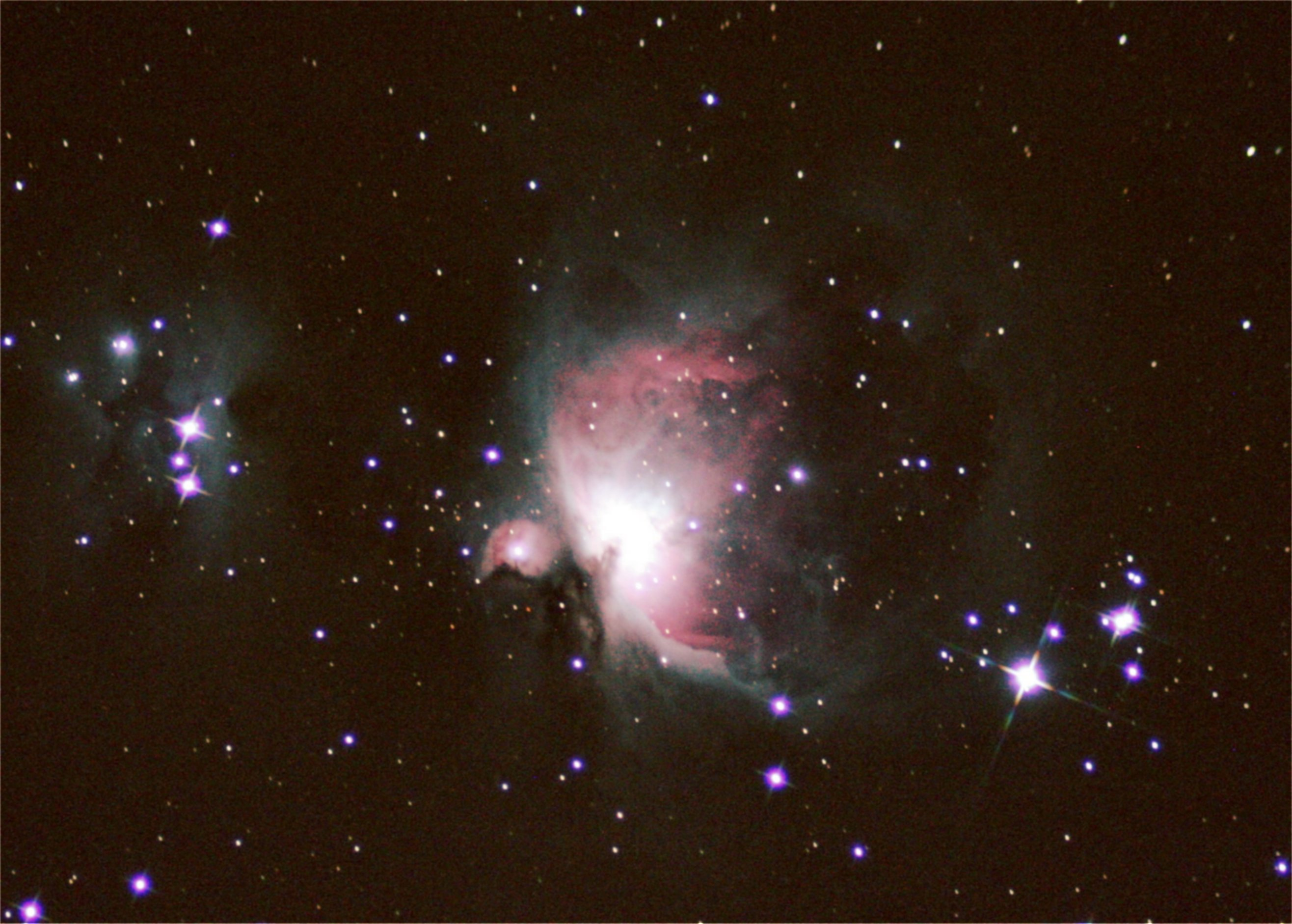
La grande nébuleuse d'Orion est un classique chez les astrophotographes.

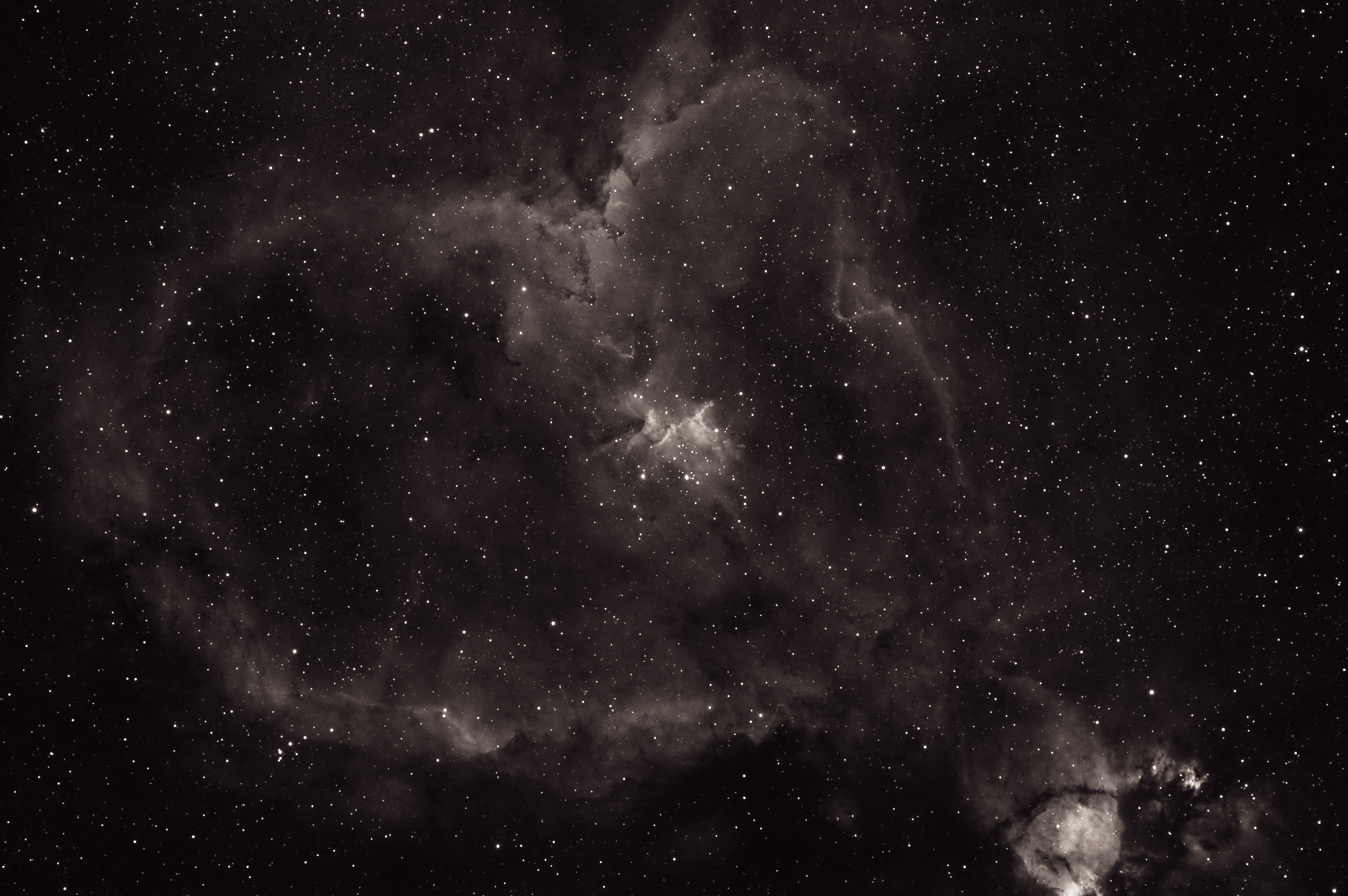
La nébuleuse du Cœur (IC1805)

L'astrophotographie, souvent appelée simplement astrophoto, est une discipline de l'astronomie et de la photographie qui consiste à photographier des objets célestes.
La première photographie connue de la Lune date des années 1840. Il faut toutefois attendre la fin du XIXe siècle pour que les développements des techniques photographiques permettent les photographies d'étoiles.
Outre les planètes et les étoiles proches, la photographie permet d'obtenir des images d'objets invisibles à l’œil nu ou même avec les plus grands télescopes. De telles photographies nécessitent de longs temps d'exposition, pour que la surface sensible puisse accumuler les photons. La photographie fut aussi très tôt utilisée pour enregistrer le spectre des astres, et fut la clé des progrès de l'astronomie stellaire et de la découverte des galaxies et de l'expansion de l'univers.
La photographie a révolutionné l'astronomie en permettant de cataloguer des centaines de milliers de nouvelles étoiles invisibles à l’œil nu. Dès les années 1920, la construction de télescopes toujours plus grands et plus puissants a permis de s'en servir comme d'objectifs surdimensionnés à la prise de vue sur plaque photographiques. Des instruments spécialisés pour la photographie ont été conçus: les astrographes.
La photographie céda la place aux détecteurs électroniques, tels les CCD, dans les années 1980. L'astrophotographie reste cependant une discipline populaire chez les astronomes amateurs dont les photographies ont souvent un but esthétique plutôt que scientifique .

## Histoire

### Dix-neuvième siècle
L'importance de la photographie en matière d'astronomie a été comprise dès l'invention du daguerréotype : en 1839 , François Arago, astronome directeur des observations à l'Observatoire de Paris, propose à la chambre des députés d'acheter le procédé de Louis Daguerre « pour le mettre à disposition de la France et du monde ». 
La première photographie d'un objet céleste connue est un daguerréotype de la Lune prise par John William Draper le 23 mars 1840. La première photographie stellaire est quant à elle attribuée à Bond et Whipple. Il s'agit également d'un daguerréotype, mais de l'étoile Véga, principale étoile de la constellation de la Lyre. Ce cliché a été réalisé dans la nuit du 16 au 17 juillet 1850 avec la lunette de l'observatoire de l'université Harvard. 
Le premier objet du ciel profond photographié est la grande nébuleuse d'Orion, prise le 30 septembre 1880 par Henry Draper, le fils de John William Draper avec un instrument de 28 cm de diamètre sur une plaque photographique au collodion humide. L'introduction vers 1875 de l'usage des plaques sèches par William et Margaret Huggins, a ouvert l'astrophotographie aux durées d'exposition de plusieurs heures, alors que le collodion humide les limitait auparavant à au plus quelques minutes,.
Le 24 juin 1881, des photographies montrant à la fois le noyau et la queue d'une comète (C/1881 K1) sont obtenues pour la première fois, indépendamment au cours de la même nuit, par Henry Draper et par Andrew Ainslie Common. Quelques jours plus tard, le 30 juin, c'est au tour de Jules Janssen de photographier la même comète depuis l'observatoire de Meudon sur un télescope de 51 cm (f/3) avec une exposition de trente minutes.
À la même époque, en Grande-Bretagne, Andrew Ainslie Common réalise aussi une photographie de la nébuleuse d'Orion le 28 février 1883 dans son observatoire à Ealing, près de Londres. Celle-ci révélera plus de détails que l'œil humain ne peut en percevoir. Ce cliché, résultat d'une pose de 60 minutes, a été fait au foyer d'un télescope de type Newton de 91 cm de diamètre et valut à son propriétaire la médaille d'or de la Royal Astronomical Society en 1884.
En France, sous l'élan des frères Paul et Prosper Henry, qui avaient déjà réalisé des clichés du ciel à l'aide d'un instrument de leur fabrication, les 56 membres du congrès international d'astronomie tenu à Paris en avril 1887 décident de créer la Carte du Ciel. Cette entreprise, commencée en 1889, impliquera 18 observatoires situés dans le monde entier. En une soixantaine d'années, le projet couvre quasiment tout le ciel. Il prend fin officiellement en 1970.

C/1881 K1 photographiée par Jules Janssen[7] à l'observatoire de Meudon le 30 juin 1881.
Galaxie du Tourbillon le 30 juillet 1897 par l'observatoire de Meudon.
Croissant de Lune le 16 février 1899 par l'Observatoire de Paris.
Couronne solaire lors d'une éclipse totale à Wadesboro (USA) le 28 mai 1900 par le professeur Samuel Pierpont Langley.
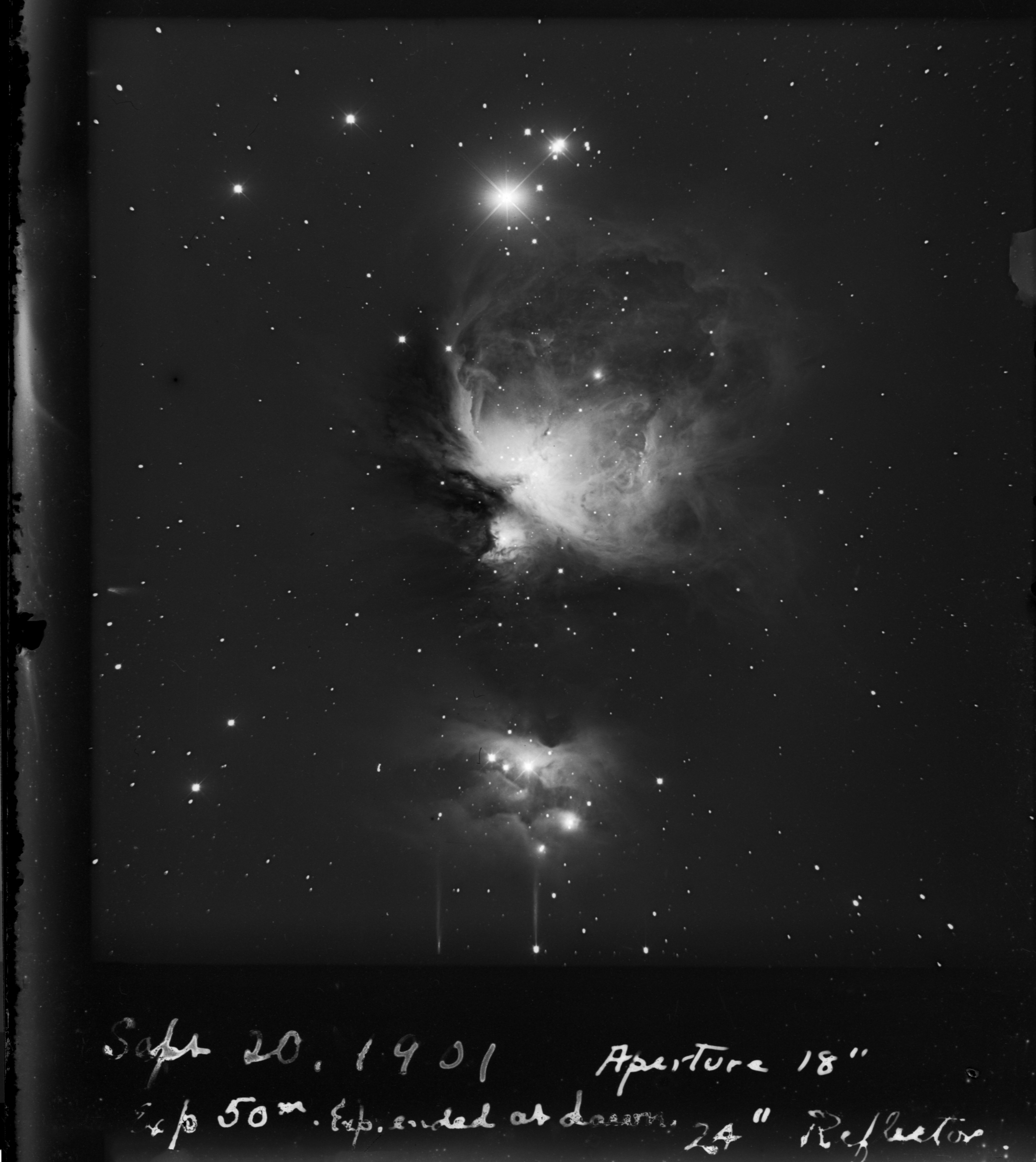
Photographie de la nébuleuse d'Orion prise en 1901 par George Willis Ritchey.

#### Premières photographies de spectres stellaires
Tirant parti des premières émulsions sèches, les premières photographies de spectres stellaires furent obtenues par Henry Drapper, en 1872, suivi de William Huggins et Margaret Lindsay Murray, en 1876,. Vint ensuite des photographies au prisme objectifs, obtenues par Edward C. Pickering à partir de 1885 qui furent le point de départ d'importants travaux sur le classification des spectres. Herman Carl Vogel et Julius Scheiner parvinrent, à Potsdam, à mesurer des vitesses radiales à partir de 1892 au moyen d'une spectrographe à fente attaché à une télescope de 30 cm de diamètre. En 1899, Julius Scheiner, qui observe la nébuleuse d’Andromède avec un télescope de 50 cm obtient un spectre à faible dispersion après 7h30 d'exposition, et relève une apparence ressemblant au spectre solaire.

### À partir du vingtième siècle
En 1909, le célèbre télescope de 60 pouces (1,52 m) du mont Wilson est mis en service. Équipé de plaques photographiques révolutionnaires, ces dernières enregistreront des astres cent fois plus faibles qu'auparavant, mais au prix d'une dizaine d'heures de pose réparties sur plusieurs nuits.
En 1918, un autre télescope de 100 pouces (2,54 m) est installé à côté et ces deux instruments, alors les plus puissants du monde, serviront à prouver que les nébuleuses spirales, comme on les nommait à l'époque, sont en fait d'autres galaxies et n'appartiennent pas à notre Voie lactée. C'est le célèbre astronome Edwin Hubble en 1924, qui à l'aide de ces mêmes télescopes prouvera ce fait en découvrant des céphéides dans les nébuleuses M31 (la Galaxie d'Andromède), M33 (la Galaxie du Triangle) et NGC 6822 (la Galaxie de Barnard).
En 1949, au Mont Palomar, l'installation de deux télescopes géants pour l'époque révolutionnera une fois de plus la photographie stellaire en offrant des clichés astronomiques d'une précision si grande qu'ils sont encore utilisés de nos jours.
Il s'agit du télescope Hale de 5 mètres de diamètre et d'un télescope de Schmidt de 1,22 m de diamètre célèbre pour avoir réalisé le « Sky Atlas » (POSS) de 1950 à 1958.
Ces clichés étaient réalisés avec les toutes récentes plaques photographiques Kodak 103a, utilisées jusque dans les années 1980. Ces clichés montraient des étoiles 10 fois plus faibles que celles des clichés réalisés au mont Wilson mais avec seulement 30 min de pose.
Malgré tout, depuis les années 1970 et l'invention du capteur CCD par les laboratoires Bell Telephone en 1969, les plaques photographiques disparurent peu à peu des observatoires professionnels pour plusieurs raisons :
- absence de réciprocité aux faibles éclairements ;
- sensibilité accrue ;
- linéarité photométrique ;
- facilité de stockage de l'information.

Même si dans les mêmes années, des progrès avaient été faits dans le domaine des émulsions photographiques (hypersensibilisation) et dans les procédés d'amplification de la lumière, les années 1980 ont vu la mort de la photographie argentique dans les observatoires professionnels. Désormais, les capteurs CCD sont partout et le plus gros capteur CCD (en fait une mosaïque de 12 capteurs CCD élémentaires) est celui équipant le télescope CFHT (Canada France Hawaï Telescope) avec 100 millions de pixels.

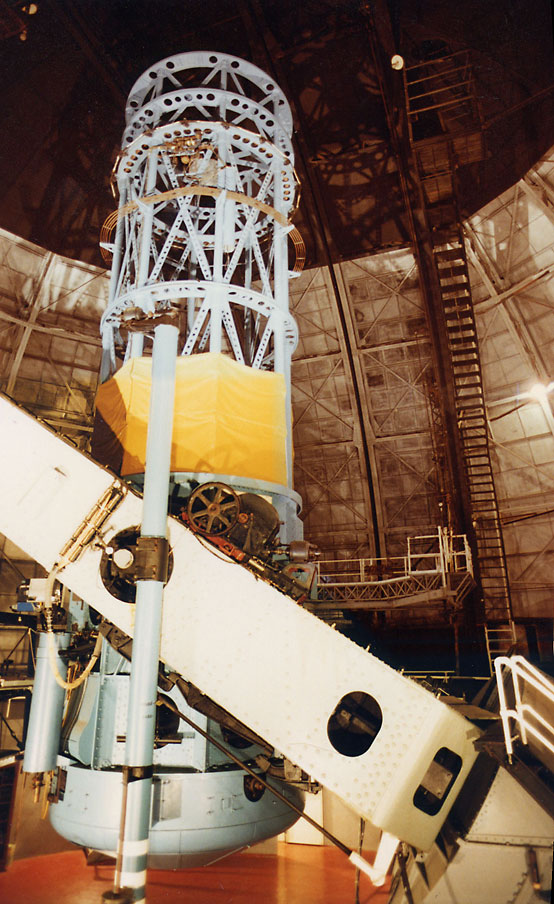
Télescope de 2,54 m au Mont Wilson.
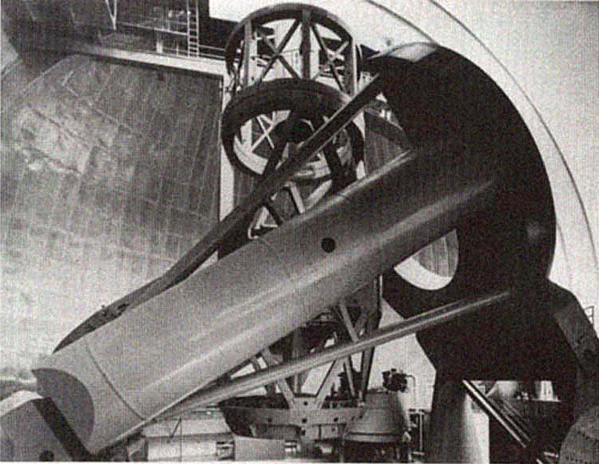
Télescope Hale de 5 m au Mont Palomar.

#### Spectroscopie
Pour la physique stellaire, les progrès essentiels furent dus à l'invention du spectrographe coudé (installés au foyer coudé des télescopes) par Maurice Loewy à Paris en 1907, et du micro-densitomètre enregistreur, par W. J. H. Moll en 1920 à Utrecht, produisant un tracer graphique des plaques photographiques . Dans le domaine des "nébuleuses blanches" (que l'on appelerait plus tard galaxies), Vesto Melvin Slipher mesure en 1912 la vitesse radiale de la galaxie d'Andromède (−200 km/s), puis la vitesse de rotation de NGC 4594. En 1917, ayant photographié les spectres de 25 galaxies et mesuré leur vitesses radiales, il adopte le concept d'univers île . Combiné avec des mesures de distances, cela conduira à la découverte, par Edwin Hubble, de l'expansion de l'Univers.

Comme pour l'imagerie directe, la photographie resta le récepteur utilisé pour la spectroscopie pendant la plus grande partie du XXe siècle. 

## Astrophotographie amateur contemporaine

### Catégories

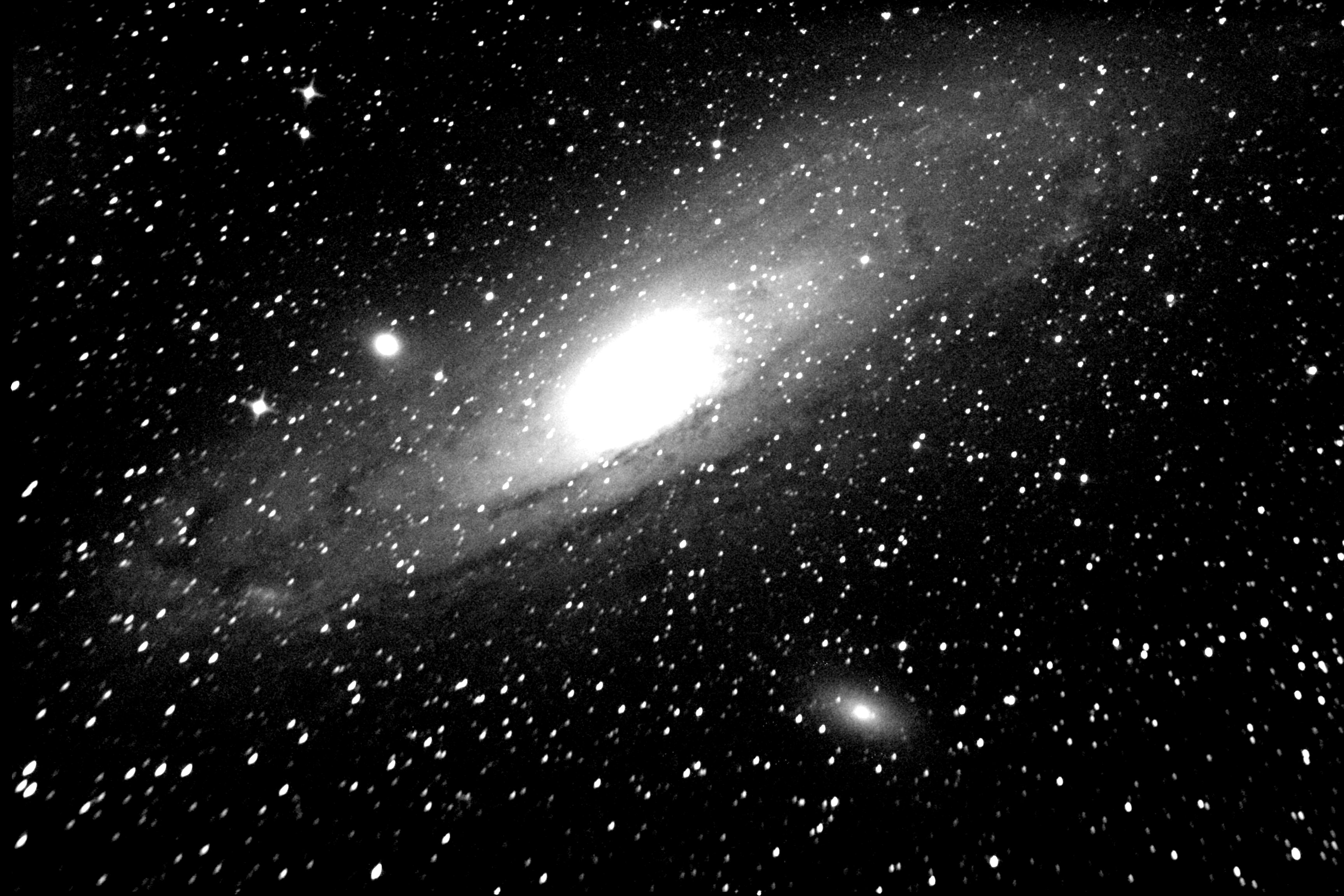
Photographie de la galaxie d'Andromède.

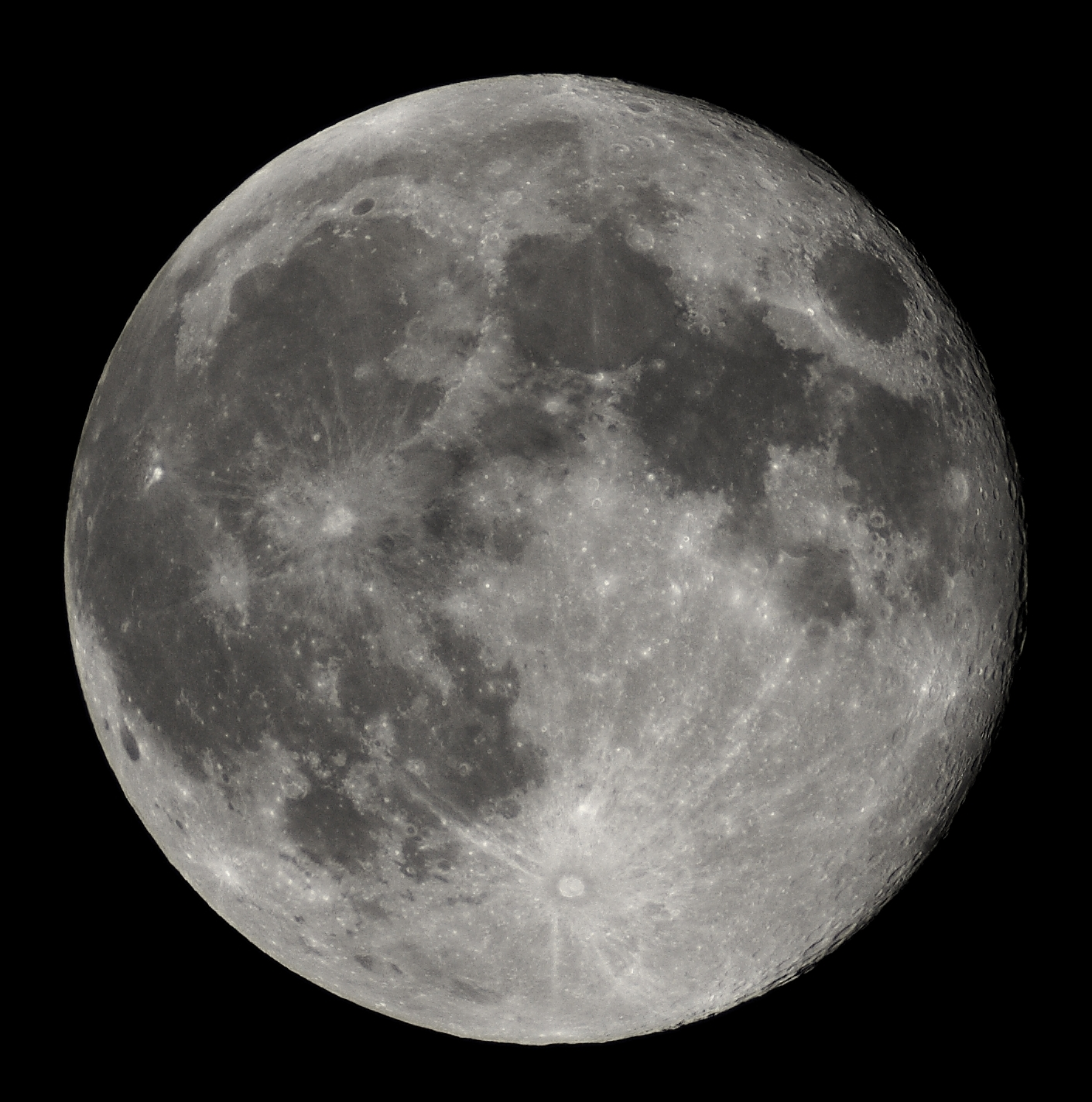
Photographie d'une pleine Lune.

On peut distinguer plusieurs catégories d'astrophotographie :
- l'astrophotographie lunaire, qui concerne la Lune ;
- l'astrophotographie planétaire, qui concerne les 7 autres planètes du système solaire et leurs satellites ;
- l'astrophotographie de ciel profond, qui, par opposition aux précédentes, s'intéresse aux objets célestes de faible magnitude, comme les galaxies, les nébuleuses, etc. ;

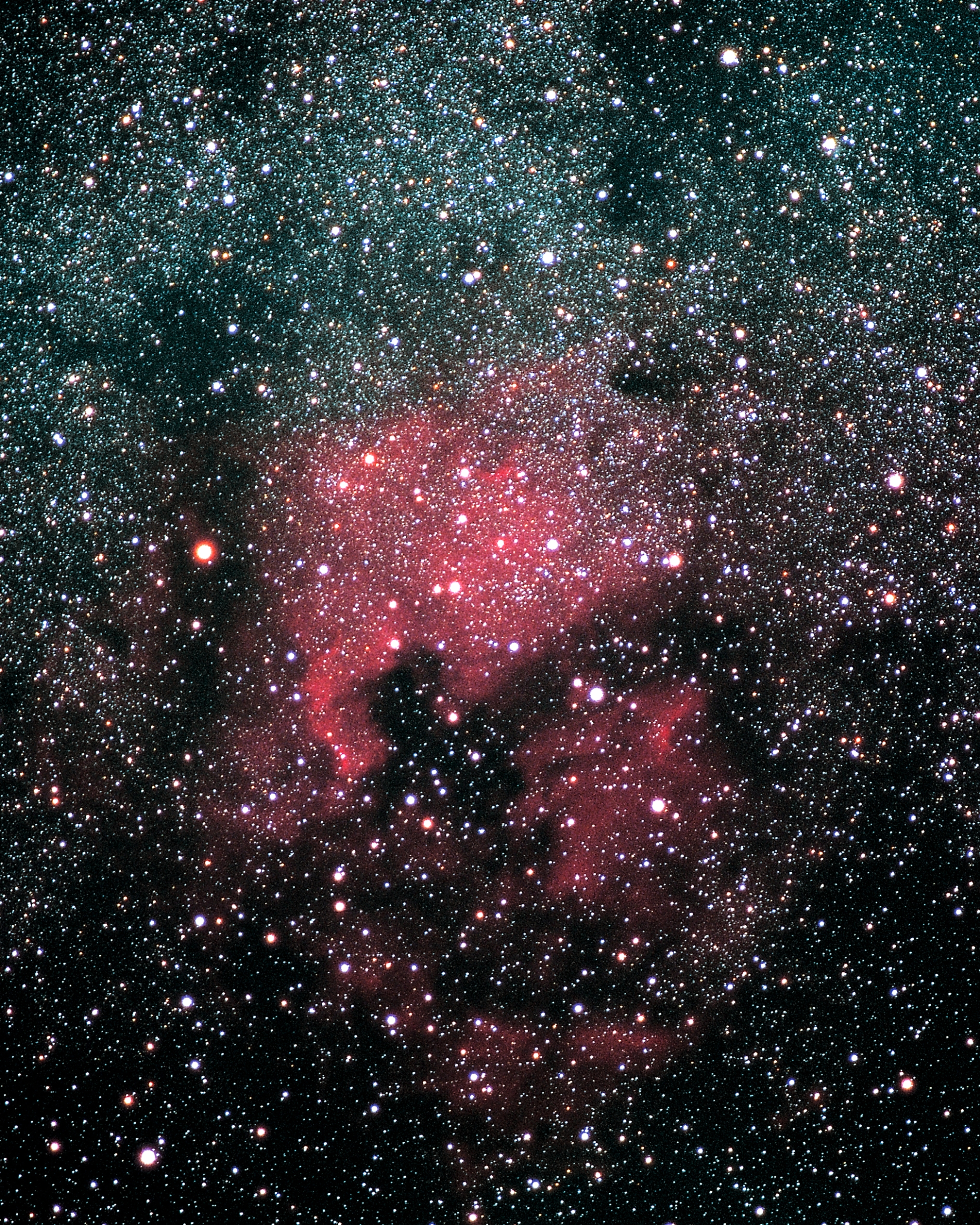
Photographie du ciel profond (Nébuleuse de l'Amérique du Nord).

- l'astrophotographie à grand champ, qui vise à la recherche d'astres errants tels que les comètes ou les astéroïdes ou qui vise la photographie de constellations en entier ;
- la photographie solaire, qui étudie les changements d'apparence de la photosphère et de la chromosphère du Soleil, en particulier l'évolution des taches solaires.

Photographie d'une éclipse solaire.

Les trois premières catégories sont généralement en ordre croissant de difficulté de réalisation. Ainsi, photographier la Lune peut se faire avec l'appareil photo seul. La principale difficulté de cette catégorie d'astrophoto est d'éviter la surexposition.
Après la Lune, les planètes sont les objets les plus faciles à repérer et observer. Cependant, en saisir les détails invisibles à l'œil nu est un peu plus difficile. Une mauvaise maîtrise de l'astrophoto planétaire entraîne un disque blanc de la planète en question.

### Matériel et techniques
Si l'on peut photographier la pleine Lune à main levée avec un appareil photo reflex muni d'un téléobjectif, la faible luminosité des autres sujets astrophotographiques requiert un matériel et des techniques photographiques spécifiques : optiques à grande ouverture permettant de capter plus de lumière; temps d'expositions très longs afin d'y accumuler les photons; pellicule ou capteur à sensibilité élevées. Il est de plus préférable d'éviter la pollution lumineuse en s'éloignant des zones urbaines pour distinguer les objets les plus ténus qui seraient autrement noyés dans la lumière parasite.
Les longs temps de pose rendent indispensable l'usage d'un trépied ou d'une monture pour éviter le flou de bougé du photographe. Cependant, au delà d'un certain temps d'exposition, c'est le mouvement apparent du ciel (causé par la rotation de la Terre sur elle-même) qui introduira un effet de filé sur les étoiles. Cet effet  peut être recherché pour une image avec filé d'étoiles, ou considéré comme indésirable si l'on souhaite obtenir une image nette d'un objet précis du ciel. Dans ce cas, il faut recourir à une monture équatoriale ou azimutale et compenser le mouvement de la Terre pour garder l'objet pointé au même endroit du champ de vision de l'appareil durant toute la prise de vue. Une monture équatoriale doit être mise en station, c'est-à-dire alignée sur l'axe de rotation terrestre. Une fois réglé, le suivi peut être manuel (en suivant une étoile repère dans le viseur) ou automatique à l'aide d'une monture motorisée mécanique ou contrôlée par un ordinateur.
L'optique principale peut être un objectif photographique (grand angle pour les photographies de champ d'étoiles ou de la Voie lactée, longue focale pour la Lune ou les nébuleuses) monté sur un boîtier d'appareil photo ou bien une optique dédiée à l'astronomie : une longue-vue ou un télescope. Dans ce cas, le boîtier peut être monté directement au foyer du télescope à l'aide d'une bague d'adaptation, ou en montage afocal, c'est-à-dire que l'appareil (muni de son propre objectif) prend en photo l'image formée dans l'oculaire du télescope ou de la lunette.
Le choix du temps d'exposition et de la sensibilité de la surface sensible dépendra du sujet, les objets du ciel profond requièrent en général un temps de pose très long, (30 secondes, 60 secondes et plus).
En photographie numérique on peut recourir à l'empilement d'images (ou stacking), un traitement consistant à combiner plusieurs images d'un même sujet prises successivement pour simuler un temps de pose plus long et réduire l'effet du bruit numérique du capteur. Outre les nombreuses images du sujet lui-même, on capture également plusieurs images de calibration prises dans des conditions précises qui sont utilisées pour annuler ou réduire les différentes sources de bruit :  
- images noires ou dark frames : photos prises dans les mêmes conditions que les photos du sujet mais avec un cache sur l'objectif. Le résultat est en théorie uniformément noir, mais les variations de chaque pixel permettent de déduire les caractéristiques du bruit thermique et du bruit à motif fixe (ou « pixels chauds ») ;
- plages lumineuse uniformes ou flat frames :  photos réalisées en photographiant une surface uniformément éclairée, avec les mêmes réglages optiques que pour le sujet (même objectif, même ouverture et mise au point), avec une exposition moyenne (par exemple en priorité ouverture). Leur analyse permet de révéler le vignettage et les éventuelles taches dans le train optique ;
- images de biais bias ou offset frames : photos prises avec le temps de pose le plus court disponible sur l'appareil photo numérique. Le résultat est en théorie uniformément noir mais les variations de chaque pixel permettent de déduire les caractéristiques du bruit dû à la lecture des données sur le capteur. Elles sont utilisées en conjonctions avec les dark frames pour réduire toutes les sources de bruit du capteur numérique.